# Erik Breukink
Erik Christiaan Breukink (Rheden, 1º aprile 1964) è un dirigente sportivo ed ex ciclista su strada olandese.
Professionista dal 1985 al 1997, vinse un Giro del Piemonte, una tappa alla Vuelta a España, due al Giro d'Italia e quattro al Tour de France.   Dal 2015 è direttore sportivo del team Roompot Oranje Peloton.

## Carriera
Ottenne numerose vittorie, come il Giro del Piemonte del 1992, la Vuelta al País Vasco del 1988, il Campionato nazionale in linea del 1993 ed a cronometro nel 1995 e 1997. Manca nel suo palmarès il successo in uno dei tre grandi giri (dove ottenne diversi successi di tappa), più volte sfiorato: terzo al Giro d'Italia 1987, quando indossò per tre giorni la maglia rosa; secondo nel 1988, in cui vinse la leggendaria tappa disputata nella bufera del Gavia; quarto nel 1989, dove vestì per quattro giorni il simbolo del primato. Nel 1990 ottenne anche il terzo posto al Tour, dopo aver vestito per un giorno la maglia gialla nell'edizione del 1989, grazie alla vittoria nel cronoprologo di Lussemburgo.

## Palmarès

### Strada
- 1984 (dilettanti)

7ª tappa, 1ª semitappa Olympia's Tour (Bladel)
- 1985 (Skala, cinque vittorie)

Rund um die Blumenstadt-Straelen
Prologo Olympia's Tour (Harderwijk)
7ª tappa, 1ª semitappa Olympia's Tour (Cauberg)
Grand Prix Timmermans-Van der Heijden
4ª tappa, 2ª semitappa Tour de Liège (Welkenraedt)
- 1986 (Panasonic, una vittoria)

4ª tappa Tour de Suisse (Murten > Innerkirchen)
- 1987 (Panasonic, due vittorie)

1ª tappa, 1ª semitappa Giro d'Italia (Sanremo > San Romolo)
11ª tappa Tour de France (Bayonne > Pau)
- 1988 (Panasonic, sette vittorie)

5ª tappa, 1ª semitappa Vuelta al País Vasco (Salvatierra > Zegama)
5ª tappa, 2ª semitappa Vuelta al País Vasco (Zegama > Otsaurte, cronometro)
Classifica generale Vuelta al País Vasco
Omloop van het Waasland-Kemzeke
3ª tappa Critérium International (Antibes)
Classifica generale Critérium International
14ª tappa Giro d'Italia (Chiesa in Valmalenco > Bormio)
- 1989 (Panasonic, quattro vittorie)

Prologo Tour de Romandie (Plan-les-Ouates)
3ª tappa, 2ª semitappa Tour de Romandie (Bains de Saillon, cronometro)
Prologo Tour de France (Lussemburgo, cronometro)
6ª tappa, 2ª semitappa Volta Ciclista a Catalunya (Barcellona > Cerdalona, cronometro)
- 1990 (PDM, nove vittorie)

8ª tappa Tirreno-Adriatico (San Benedetto del Tronto, cronometro)
5ª tappa Tour de Suisse (Soletta > Balmberg, cronometro)
1ª tappa, 2ª semitappa Vuelta a Asturias
12ª tappa Tour de France (Fontaine > Villard-de-Lans, cronometro)
20ª tappa Tour de France (Lac de Vassivière, cronometro)
7ª tappa, 1ª semitappa Volta Ciclista a Catalunya (Palamós > Palafrugell, cronometro)
2ª tappa, 1ª semitappa Tour of Ireland (Carrick-on-Suir)
Classifica generale Tour of Ireland
- 1991 (PDM, sei vittorie)

Grand Prix Eddy Merckx (cronometro)
8ª tappa Tirreno-Adriatico (San Benedetto del Tronto, cronometro)
Classifica generale Vuelta a Aragón
Prologo Tour DuPont (cronometro)
11ª tappa Tour DuPont
Classifica generale Tour DuPont
- 1992 (PDM, quattro vittorie)

Giro del Piemonte
1ª tappa Tirreno-Adriatico (Lido di Ostia, cronometro)
8ª tappa Tirreno-Adriatico (San Benedetto del Tronto, cronometro)
7ª tappa Vuelta a España (Alquerías del Niño Perdido > Oropesa, cronometro)
- 1993 (ONCE, otto vittorie)

Campionati olandesi, Prova in linea
3ª tappa, 2ª semitappa Giro dei Paesi Bassi (Hardenberg)
Classifica generale Giro dei Paesi Bassi
1ª tappa Vuelta a Asturias
Classifica generale Vuelta a Asturias
2ª tappa Vuelta a la Comunidad Valenciana (Xàbia)
2ª tappa Critérium International (Avignone)
Classifica generale Critérium International
- 1995 (ONCE, una vittoria)

Campionati olandesi, Prova a cronometro
- 1996 (Rabobank, una vittoria)

Druivenkoers
- 1997 (Rabobank, una vittoria)

Campionati olandesi, Prova a cronometro

#### Altri successi
- 1985 (Skala)

Camerig-Vaals
- 1987 (Panasonic)

Mijl van Mares
Acht van Chaam
- 1988 (Panasonic)

2ª tappa Tour de France (La Haie-Fouassière > Ancenis, cronosquadre)
Classifica giovani Tour de France
Profronde van Stiphout
Amsterdam-Centrum
- 1990 (PDM)

Draai van de Kaai-Roosendaal
Profronde van Wateringen
Grand Prix de la Libération (cronosquadre con Ampler, Raab, Kelly, Jakobs)
- 1991 (PDM)

Profronde van Stiphout
- 1992 (PDM)

Profronde van Wateringen
- 1993 (ONCE)

Criterium di Aalsmeer
Criterium di Apeldoorn
- 1995 (ONCE)

Profronde van Stiphout
- 1997 (Rabobank)

Profronde van Oostvoorne

### Pista
- 1982 (juniores)

Campionati olandesi, Prova in linea Juniores

## Piazzamenti

### Grandi Giri
- Giro d'Italia

1986: 71º
1987: 3º
1988: 2º
1989: 4º
1995: 59º
- Tour de France

1987: 21º
1988: 12º
1989: ritirato
1990: 3º
1991: ritirato
1992: 7º
1993: ritirato
1994: 29º
1995: 20º
1996: 34º
1997: 52º
- Vuelta a España

1992: 27º
1993: 7º
1994: 19º

### Classiche monumento
- Milano-Sanremo

1990: 65
1991: 93º
1992: 55º
1993: 139º
1994: 154º
1995: 116º
- Liegi-Bastogne-Liegi

1987: 34º
1988: 37º
1989: 17º
1991: 31º
1992: 45º
1993: 27º
1997: 21º
- Giro di Lombardia

1989: 49º
1991: 61º
1992: 19º
1994: 13º
1996: 33º
1997: 39º

### Competizioni mondiali
- Campionati del mondo

Colorado Springs 1986 - In linea: ritirato
Villach 1987 - In linea: 9º
Ronse 1988 - In linea: 65º
Chambéry 1989 - In linea: 15º
Utsunomiya 1990 - In linea: 44º
Stoccarda 1991 - In linea: 49º
Benidorm 1992 - In linea: 68º
Oslo 1993 - In linea: ritirato
Catania 1994 - Cronometro: 4º
Palermo 1994 - In linea: 14º
Duitama 1995 - In linea: ritirato
Lugano 1996 - In linea: ritirato
San Sebastián 1997 - In linea: 49º
- Giochi olimpici

Los Angeles 1984 - Cronosquadre: 4º

## Riconoscimenti
- Trofeo Gerrit Schulte nel 1987, 1990, 1993 e 1994
- Sportivo olandese dell'anno nel 1990